# بهادری
این صفحه افرادی با نام خانوادگی بهادری را فهرست می‌کند:
- عیسی بهادری
- مسلم بهادری
- سید هادی بهادری
- عباس بهادری
- علی‌اکبر بهادری
- عزیزالله بهادری
- داود بهادری